# Xylocopa haematospila
Xylocopa haematospila là một loài Hymenoptera trong họ Apidae. Loài này được Moure mô tả khoa học năm 1951.